# 東海大学付属デンマーク校中学部・高等部
東海大学付属デンマーク校中学部・高等部（とうかいだいがくふぞくデンマークこうちゅうがくぶ・こうとうぶ、Tokai University Boarding School in Denmark）は、かつてデンマークにあった学校である。学校法人東海大学の海外教育機関のひとつであり、文部省による在外教育施設に認定されていた。

## 概要
東海大学の創設者である松前重義が、若き日に見たデンマークの教育に感銘を受けたことから、同地に付属校を開校させることを考え、1988年（昭和63年）4月に開校した。所在地は、デンマーク、シェラン地域のプレスト（Præstø）市。
教育方針は自主自立で、中等部と高等部を開設し、日本人を対象とする全寮制による教育が行われた。
日本企業の欧州駐在員の減少などから次第に生徒数が減少、生徒数が最盛期の約半数となり行事などの運営が厳しくなる。教育機関としての当初の目的を果たしたという判断から2007年度での閉校が決定され、2008年（平成20年）3月をもって約20年の歴史を終えた。

## 望星ホイスコーレ
廃校翌年の2009年8月、独立学校法人望星国民高等体育学校（Idrætshøjskolen Bosei）「望星ホイスコーレ」が、新たに開校した。
武道を中心とした体育学校であり、旧東海大学付属デンマーク校の設備を活用し、各国から集まった学生が寄宿生活を送りながら、日本語、英語、デンマーク語も学ぶことが出来る国民高等学校（フォルケホイスコーレ）となっている。